# Шапієв Іса Нурмагомедович
Іса Нурмагомедович Шапі́єв (узб. Иса Нурмагомедович Шапиев; нар. 20 квітня 1997, Ізбербаш, Дагестан) — російський та узбецький борець вільного стилю, срібний призер чемпіонату світу серед юніорів, срібний призер чемпіонату Азії серед юніорів, бронзовий призер чемпіонату Азії серед дорослих.

## Життєпис
Уродженець Дагестану, у 2015 виступав під прапором Росії на Турнірі Алі Алієва та Інтерконтинентальному кубку з боротьби. З 2017 року виступає за збірну Узбекистану. У її складі ставав призером чемпіонатів Азії та світу серед юніорів, призером чемпіонату Азії серед дорослих.
Виступав за спортивне товариство «Динамо» Ташкент. Тренер — Магомед Магомедов (з 2012).
Завершив спортивну кар'єру через травми, займається бізнесом у рідному Ізербаші.
Його брат-близнюк Жавраїл Шапієв теж захищає кольори Узбекистану, срібний призер чемпіонату Азії, бронзовий призер Азійських ігор, учасник двох Олімпійських ігор.

## Спортивні результати на міжнародних змаганнях

### Виступи на Чемпіонатах Азії
| Змагання                       | Збірна     | Вагова категорія          | Місце  |
| ------------------------------ | ---------- | ------------------------- | ------ |
| Чемпіонат Азії з боротьби 2020 | Узбекистан | вільна боротьба, до 86 кг | Бронза |
| Чемпіонат Азії з боротьби 2021 | Узбекистан | вільна боротьба, до 86 кг | 8      |

### Виступи на інших змаганнях
| Змагання                                   | Збірна     | Вагова категорія          | Місце  |
| ------------------------------------------ | ---------- | ------------------------- | ------ |
| Турнір Алі Алієва 2015                     | Росія      | вільна боротьба, до 74 кг | 18     |
| Інтерконтинентальний кубок з боротьби 2015 | Росія      | вільна боротьба, до 74 кг | Бронза |
| Гран-прі «Іван Яригін» 2018                | Узбекистан | вільна боротьба, до 79 кг | 8      |
| Турнір Степана Саргісяна 2018              | Узбекистан | вільна боротьба, до 79 кг | Золото |
| Турнір Володимира Семенова 2018            | Узбекистан | вільна боротьба, до 79 кг | Бронза |
| Турнір Алі Алієва 2019                     | Узбекистан | вільна боротьба, до 79 кг | Бронза |
| Турнір Олександра Медведя 2019             | Узбекистан | вільна боротьба, до 79 кг | 5      |
| Турнір Алі Алієва 2021                     | Узбекистан | вільна боротьба, до 86 кг | 7      |

### Виступи на змаганнях молодших вікових груп
| Змагання                                      | Збірна     | Вагова категорія          | Місце  |
| --------------------------------------------- | ---------- | ------------------------- | ------ |
| Чемпіонат Азії з боротьби серед юніорів 2017  | Узбекистан | вільна боротьба, до 74 кг | Срібло |
| Чемпіонат світу з боротьби серед юніорів 2017 | Узбекистан | вільна боротьба, до 74 кг | Срібло |
| Чемпіонат світу з боротьби серед молоді 2018  | Узбекистан | вільна боротьба, до 79 кг | 5      |